# NGC 2235
NGC 2235 é uma galáxia elíptica (E2) localizada na direcção da constelação de Dorado. Possui uma declinação de -64° 56' 05" e uma ascensão recta de 6 horas, 22 minutos e 22,2 segundos.
A galáxia NGC 2235 foi descoberta em 30 de Novembro de 1834 por John Herschel.